# Rừng Hürtgen

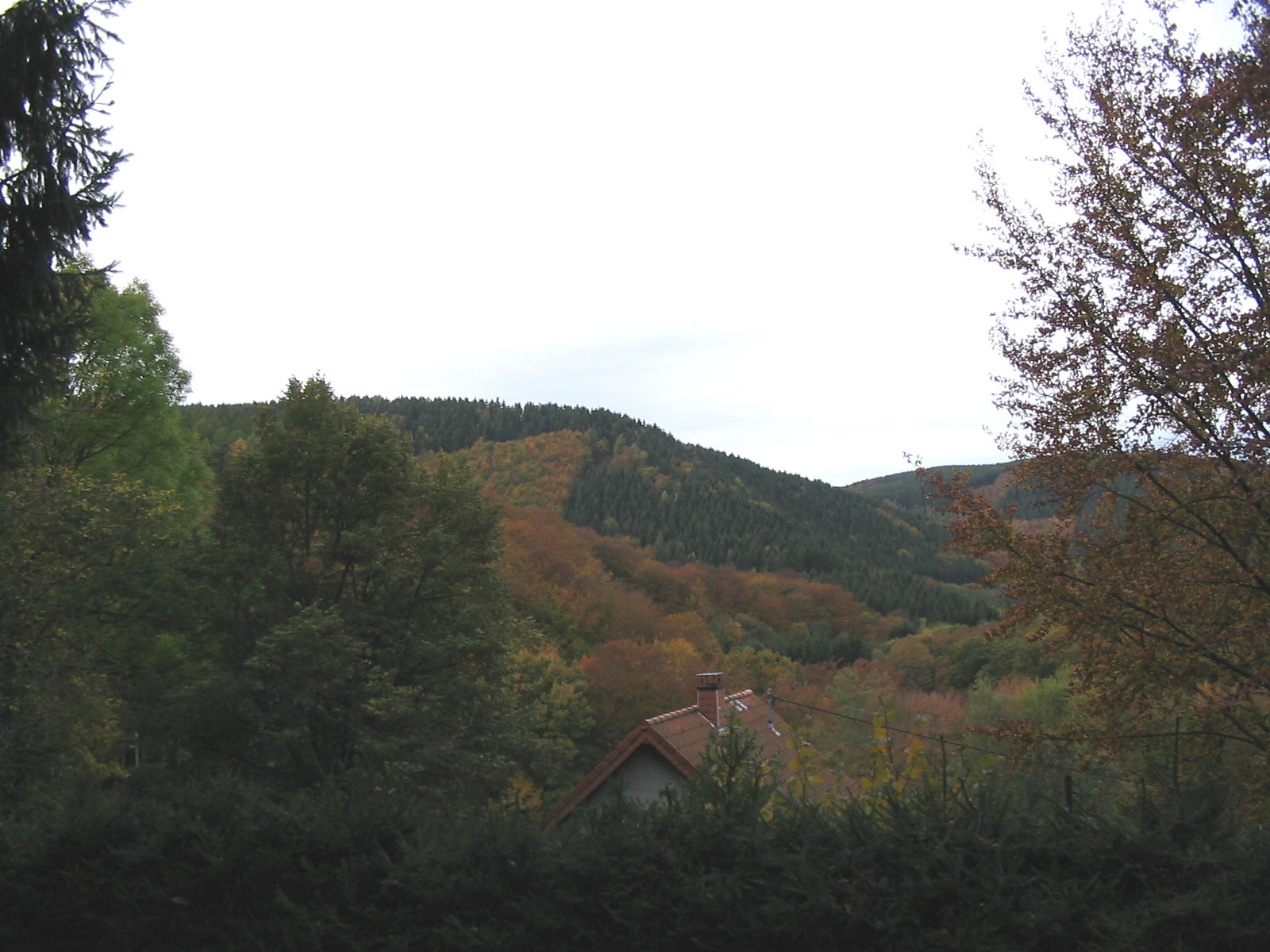
Quang cảnh rừng Hürtgen từ thung lũng Kall.

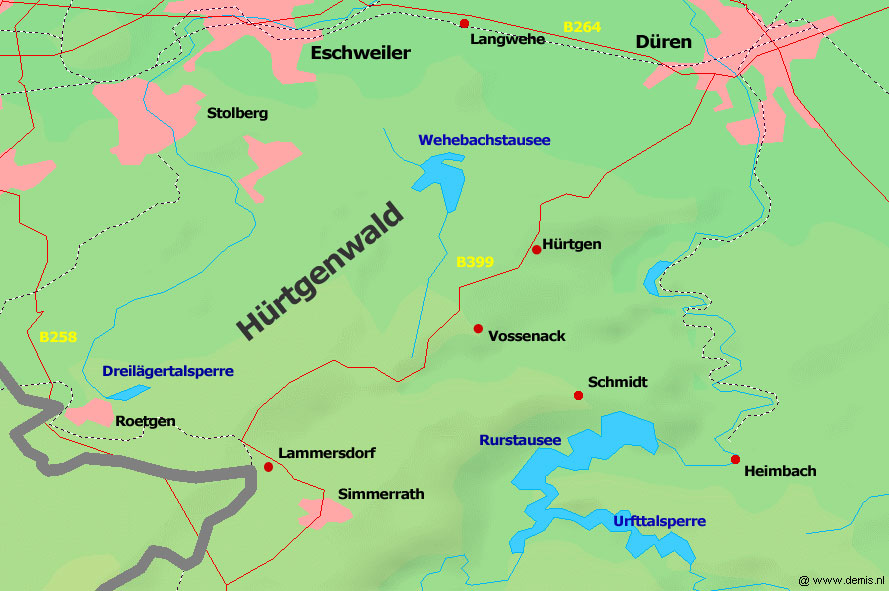
Bản đồ rừng Hürtgen (Hürtgenwald)

Rừng Hürtgen (tiếng Đức: Hürtgenwald) nằm dọc theo biên giới giữa Bỉ và Đức, thuộc vùng Nordrhein-Westfalen, tây nam nước Đức. Diện tích xấp xỉ 50 dặm vuông (130 km2), rừng nằm trong một tam giác giữa các thị trấn của nước Đức là Aachen, Monschau và Düren. Sông Rur chạy dọc theo rìa phía đông của khu rừng. Rừng Hürtgen nằm ở rìa phía bắc của núi Eifel; địa hình đặc trưng là các thung lũng xen kẽ với các cao nguyên rộng. Không giống như nhiều khu vực khác của Đức gồm các thung lũng là nông trại và đỉnh đồi là cây cối rậm rạp, những thung lũng sâu trong rừng Hürtgen dày đặc cây cối và các cao nguyên trên đỉnh đồi được san bằng để phục vụ sản xuất nông nghiệp. Địa hình rừng gồ ghề hoàn toàn tương phản với các vùng lân cận của thung lũng Rhine. Giao thông trong rừng rất ít, gồm những đường quanh co và rất hẹp.
Địa hình gồ ghề của khu vực này từng là một cảnh tưởng đẫm máu, kéo dài trong Chiến tranh thế giới thứ 2, thường được gọi là trận rừng Hürtgen, diễn ra ba tháng trong một mùa đông rất khắc nghiệt từ 19 Tháng Chín năm 1944 để ngày 10 tháng 2 năm 1945. Trên con đường từ thung lũng Kall đến thị trấn Schmidt, vẫn còn dấu tích sau khi một chiếc xe bọc thép của Mỹ bị trúng đạn và bị đốt cháy ở đó.

## Trong văn hóa đại chúng
HBO từng làm cho ra đời 1 bộ phim về trận rừng Hürtgen, When Trumpets Fade (1998).